# Emmanuel Henri Victurnien de Noailles
 (mars 2020).
Si vous disposez d'ouvrages ou d'articles de référence ou si vous connaissez des sites web de qualité traitant du thème abordé ici, merci de compléter l'article en donnant les références utiles à sa vérifiabilité et en les liant à la section « Notes et références ».
Emmanuel Henri Victurnien, marquis de Noailles, né le 15 septembre 1830 et mort le 16 février 1909, était un diplomate français.

## Biographie
Deuxième fils de Paul de Noailles, 6e duc de Noailles, le marquis de Noailles représenta la France aux États-Unis en 1872 avant d'être nommé ambassadeur en Italie en 1873, puis auprès de l'Empire ottoman entre 1882 et 1886, puis en Allemagne entre 1896 et 1902.
Il a publié plusieurs essais sur la Pologne : La Pologne et ses frontières (1863), La Poésie polonaise (1866), Henri de Valois et la Pologne en 1572 (1867 - Prix Bordin de l’Académie française en 1868).

## Décorations
- Grand-croix de la Légion d'honneur Il est fait grand officier en 1880, puis est promu grand-croix en 1902[1]